# سیسیل آبراهام الکساندر
سیسیل آبراهام الکساندر (انگلیسی: Cecil Alexander; ۱۴ مارس ۱۹۱۸ – ۳۰ ژوئیهٔ ۲۰۱۳) معمار اهل ایالات متحده آمریکا بود.